# Thalassodes progressa
Thalassodes progressa är en fjärilsart som beskrevs av Louis Beethoven Prout 1926. Thalassodes progressa ingår i släktet Thalassodes och familjen mätare. Inga underarter finns listade i Catalogue of Life.